# Refestança
Refestança, é um álbum ao vivo lançado conjuntamente por Rita Lee & Tutti Frutti e Gilberto Gil e sua banda Refavela, em 1977. Gravado a partir de uma série de shows que as duas bandas realizaram juntas em outubro e novembro daquele ano, é o único registro oficial com apresentações ao vivo de Rita Lee e a banda Tutti Frutti. Marca também a entrada de Roberto de Carvalho na banda de Rita Lee.

## História
Tanto Rita Lee como Gilberto Gil tinham sido presos por porte de drogas em 1976. No ano seguinte, decidem fazer juntos uma série de espetáculos em teatros e casas de show de nome "Refestança", para relançarem as suas carreiras. O show contava com uma apresentação dos dois cantando "É Proibido Fumar", sucesso de Roberto e Erasmo Carlos, que ganhava outras conotações devido ao conturbado ano anterior.

## Faixas
| Lado 1 |                     |                               |         |  |
| N.º    | Título              | Compositor(es)                | Duração |  |
| 1.     | "Refestança"        | Rita Lee, Gilberto Gil        | 5:39    |  |
| 2.     | "É Proibido Fumar"  | Erasmo Carlos, Roberto Carlos | 2:19    |  |
| 3.     | "Odara"             | Caetano Veloso                | 4:29    |  |
| 4.     | "Domingo no Parque" | Gil                           | 4:32    |  |
| 5.     | "Back in Bahia"     | Gil                           | 2:28    |  |
| 6.     | "Giló"              | Lee                           | 3:10    |  |

| Lado 2         |                       |                                    |         |  |
| N.º            | Título                | Compositor(es)                     | Duração |  |
| 7.             | "Ovelha Negra"        | Lee                                | 7:44    |  |
| 8.             | "Eu Só Quero Um Xodó" | Anastácia, Dominguinhos            | 4:51    |  |
| 9.             | "De Leve" (Get Back)  | Lennon-McCartney. Versão: Gil, Lee | 3:47    |  |
| 10.            | "Arrombou a Festa"    | Paulo Coelho, Lee                  | 4:59    |  |
| 11.            | "Refestança"          | Gil, Lee                           | 1:49    |  |
| Duração total: | Duração total:        | Duração total:                     | 45:47   |  |

## Músicos
Rita Lee e a banda Tutti Frutti tocam as faixas 5, 6 e 10 e, acompanhadas de Gil e sua banda Refavela, as faixas 1, 2, 9 e 11. Gil e a banda Refavela tocam as faixas 3, 4, 7 e 8.

### Tutti Frutti
- Roberto Carvalho: Guitarra e Teclados
- Luís Sérgio Carlini: Guitarra
- Lee Marcucci: Baixo
- Sérgio Della Monica: Bateria
- Wilson Pinto de Oliveira: Vocal
- Naila Mello: Percussão

### Refavela
- Moacir Albuquerque: Baixo
- Pedrinho Santana: Guitarra
- Djalma Correia: Percussão
- Milciades Teixeira: Teclados
- Carlos Alberto Charlegre: Bateria
- Lúcia Turnbull: Vocal

## Ficha Técnica
- Direção de produção: Guto Graça Mello
- Técnico de gravação e mixagem: Célio Martins
- Engenharia: Jorge Guimarães
- Assistente: Guilherme Pires
- Montagem: Ieldo Gouveia
- Técnicos do show: Wagner e Ricardo
- Produção executiva do show: Armando Barroso
- Direção de palco: Djalma Cavalcante
- Coordenação da capa: Vera Roesler
- Layout: Joel Cocchiararo
- Fotos: Vânia Toledo